# باو تونغ
باو تونغ (بالصينية: 鲍彤) هو سياسي صيني، ولد في نوفمبر 1932 في الصين. حزبياً، نشط في الحزب الشيوعي الصيني ( – 1992).